# Que se sienta el deseo
«Que se sienta el deseo» es el sencillo promocional del tercer álbum de estudio La trilogía del cantante puertorriqueño Wisin. Fue lanzado el 4 de septiembre de 2015 a través de descarga digital y es una colaboración junto al cantante puertorriqueño Ricky Martin.
El video musical fue dirigido por Jessy Terrero y se estrenó el 2 de octubre de 2015.
El sencillo es interpretado en la gira mundial del cantante titulada Take over World Tour. El 8 de octubre de 2015 se dio comienzo a la gira por Estados Unidos de Ricky Martin, One World Tour, donde el cantante lo acompaña interpretando los sencillos que realizaron juntos.

## Recepción
El sitio web Univisión argumentó que «sin duda alguna se convertirá en uno de los temas más sonados en lo que resta del año, ya que la conexión que logran estos dos grandes artistas internacionales, lo ha dejado claro desde su anterior éxito
junto a Jennifer López». El sitio web Terra consideró que la canción une de manera magistral las voces de ambos artistas y menciona la "química" entre ambos artistas, la cual queda plasmada en sus colaboraciones.

## Presentaciones en vivo
El 19 de noviembre de 2015 interpreta el sencillo junto a Ricky Martin en la entrega de los Premios Grammy Latinos en Las Vegas.

## Lista de canciones
- Descarga digital

| Que se sienta el deseo (feat. Ricky Martin) — Single |                          |          |  |
| N.º                                                  | Título                   | Duración |  |
| 1.                                                   | «Que se sienta el deseo» | 4:12     |  |

## Video musical

### Desarrollo y lanzamiento
El video musical fue grabado en México y Miami y fue dirigido por Jessy Terrero. Estuvo bajo la producción de ZZinc Group. Se estrenó el 2 de octubre de 2015 a través de la cuenta de Vevo del cantante.

## Posiciones

### Semanales
| País           | Compañía       | Lista                  | Mejor posición |
| 2015           | 2015           | 2015                   | 2015           |
| -------------- | -------------- | ---------------------- | -------------- |
| Estados Unidos | Billboard      | Latin Songs            | 4              |
| Estados Unidos | Billboard      | Latin Pop Songs        | 4              |
| Estados Unidos | Billboard      | Hot Latin Songs        | 15             |
| Estados Unidos | Billboard      | Latin Digital Songs    | 12             |
| Estados Unidos | Billboard      | Tropical Songs         | 37             |
| Estados Unidos | Monitor Latino | Top Latin hits         | 1              |
| Estados Unidos | Monitor Latino | Top Pop/AC audiencia   | 1              |
| Estados Unidos | Monitor Latino | Top Pop/AC más tocadas | 6              |
| México         | Billboard      | México Español Airplay | 35             |
| Venezuela      | Record Report  | Top 40 Latino          | 21             |
| Venezuela      | Record Report  | Top 100                | 82             |